# MapServer
MapServer — серверная геоинформационная система с открытым исходным кодом, запускаемая через интерфейс CGI; одна из первых свободных геоинформационных систем, разработана в Университете Миннесоты в начале 1990-х годов.
Графические возможности системы включают поддержку масштабирования, создание подписей объектов и корректное их расположение на карте, возможность полностью настраивать внешний вид получаемых карт с помощью шаблонов (mapfile), поддержку шрифтов TrueType, автоматическое создание картографических элементов (масштабная линейка, легенда и тому подобных), создание картограмм и тематических на основе математических и регулярных выражений.
Реализована поддержка популярных сценарных языков (PHP, Python, Perl, Ruby), также поддерживается Java и .NET. Система кроссплатформенна, работает на Linux, Windows, Mac OS X, Solaris и ряде других операционных систем.
Поддерживаются основные стандарты OGC: WMS, WFS, WMC, WCS, SLD, GML, SOS, OM. Система работает со множеством растровых и векторных форматов, в том числе TIFF/GeoTIFF, EPPL7 и другими с использованием возможностей библиотеки GDAL. Поддерживаются ESRI shapfiles, PostGIS, ESRI ArcSDE, Oracle Spatial, MySQL и многие другие, через библиотеку OGR. Поддержка картографических проекций. Перепроецирование на лету с помощью библиотеки Proj.4